# Eucorydia hilaris
Eucorydia hilaris är en kackerlacksart som först beskrevs av Kirby, W. F. 1903.  Eucorydia hilaris ingår i släktet Eucorydia och familjen Polyphagidae. Inga underarter finns listade i Catalogue of Life.